# Mare aux Hippopotames (Togo)
Pour les articles homonymes, voir Mare aux hippopotames.
 (janvier 2023).
La mare aux hippopotames d'Afito est un complexe de mares du Togo formant une zone humide située dans le canton de Sédomé, préfecture de Yoto, dans le village d'Afito, non loin de la frontière naturelle avec le Bénin. Sa superficie est de 544 ha.
Ce complexe de mares a été intégré à la réserve de biosphère transfrontière du Mono reconnue par l’Unesco en 2017.

## Biodiversité
Environ une trentaine d’hippopotames (Hippopotamus amphibius) sont inventoriés dans la zone humide. À noter également la présence d'autres espèces menacées telles que: le sitatunga (Tragelaphus spekii), le crocodile du Nil (Crocodylus niloticus), des primates (patas, vervet) et des amphibiens.

## Plan de sauvegarde
Les principales menace de la zone humide sont le braconnage, la fragmentation des habitats, la surexploitation des ressources et l’anthropisation. Le plan d'aménagement de cette mare est financé par le Ministère de l'Environnement togolais et l'Allemagne, validé par l'ONG Centre de développement des actions communautaires (CDAC) et la Deutsche Gesellschaft für Internationale Zusammenarbeit (GIZ).